# Caiena

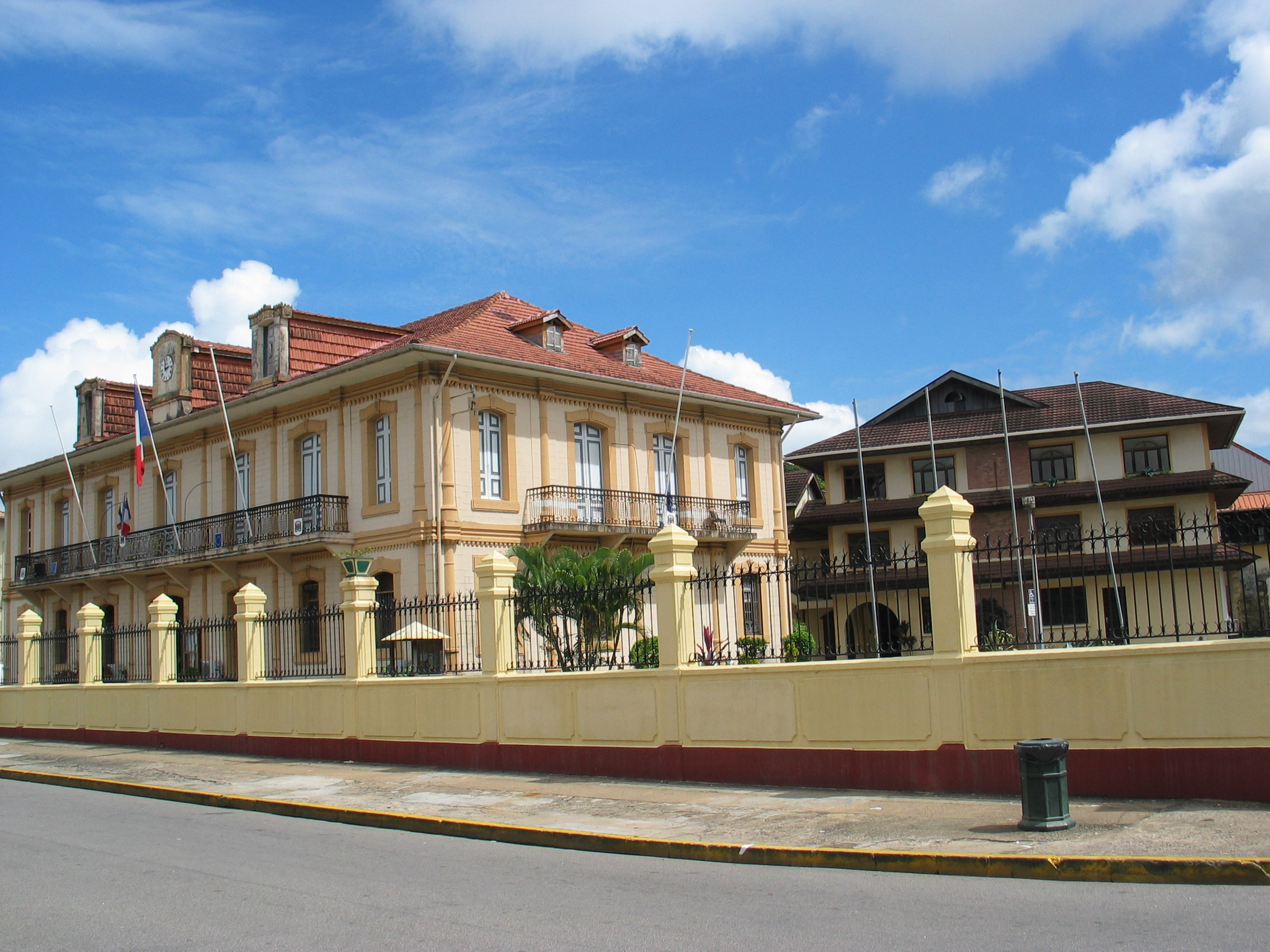
Ajuntament de Caiena

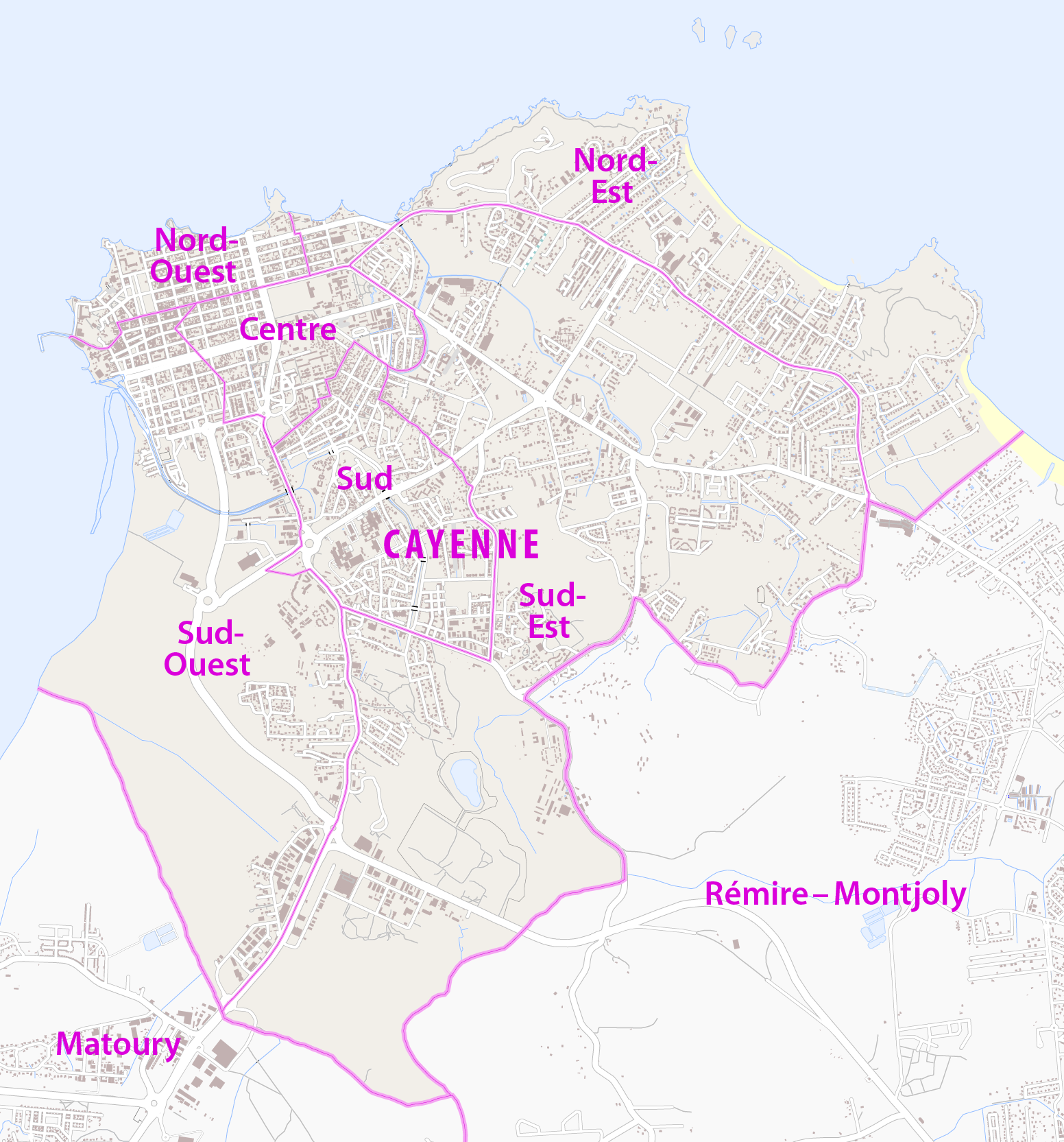
Mapa dels cantons de Caiena

Caiena (en francès Cayenne) és una ciutat francesa d'Amèrica, capital del departament d'ultramar de la Guaiana Francesa i del districte del seu mateix nom. Està situada en la costa de l'oceà Atlàntic, en el lloc que antigament era una illa en la desembocadura del riu Cayenne.
La ciutat té 62.926 habitants segons el cens de 2006. La ciutat compta amb els serveis de l'aeroport de Cayenne-Rochambeau, situat en la comuna veïna de Rémire-Montjoly, que es pot considerar un suburbi de Caiena, no obstant això aquesta no estava inclosa en l'àrea urbana de Caiena segons l'INSEE de 1999. Incloent Matoury, la conurbació superava els 100.000 habitants el 2007.

## Demografia
| 1962                                       | 1968 | 1974   | 1982   | 1990   | 1999   |
| ------------------------------------------ | ---- | ------ | ------ | ------ | ------ |
| ?                                          | ?    | 30.461 | 38.091 | 41.067 | 50.594 |
| Des de 1962: població sense dobles comptes |      |        |        |        |        |

## Història
La regió va ser ignorada pels exploradors espanyols a causa que aquests la van trobar massa càlida per a ser colonitzada, per això la zona no va ser colonitzada fins al 1604 quan França va fundar-hi un assentament, La Ravardière. No obstant això, l'assentament va ser destruït pels portuguesos en virtut de l'acord del Tractat de Tordesillas. Els francesos van tornar-hi el 1643 quan van fundar-hi la ciutat de Caiena, la qual van abandonar després dels atacs d'indígenes, i va ser ocupada pels Països Baixos entre 1654 i 1664. El 1664, França va assolir finalment establir amb èxit un assentament permanent a Caiena, però el 1667 va tornar a ser controlada pels holandesos. La ciutat va canviar de mans contínuament entre els Països Baixos, França i el Regne Unit fins que ja en el segle xviii passaria definitivament a mans franceses. Després de l'emancipació dels esclaus, la ciutat va ser triada com a emplaçament per a una colònia penal en la propera illa del Diable, que es va mantenir des de 1848 fins a 1946.
La població de la ciutat ha crescut ràpidament, sobretot a causa dels alts nivells d'emigració des de les Antilles i el Brasil, i a una alta natalitat.

## Economia
La seva economia es basa en la producció de rom i el cultiu i el processament de la canya de sucre, així com en les exportacions dutes a terme en el seu àmbit portuari de Dégrad des Cannes, principalment or, cuir, espècies i fusta. També és un important centre en la criança de gambes.

## Cultura
Caiena explica amb una gran varietat ètnica. En la ciutat conviuen criolls, haitians, brasilers, europeus, i diverses comunitats asiàtiques com els miao. La ciutat és famosa pel seu carnaval, que comença amb l'arribada de Vaval (el rei del carnaval) el primer diumenge després del Dia de Cap d'Any, i contínua tots els caps de setmana amb balls de disfresses nocturns i desfilades els diumenges a la tarda fins al dia abans del dimecres de cendra, el Mardi Gras.

## Administració
| Període   | Identitat              | Partit        |
| --------- | ---------------------- | ------------- |
| 1965-1975 | Léopold Héder          | PSG           |
| 1975-1995 | Gérard Holder          | PSG           |
| 1995-2008 | Jean-Claude Lafontaine | PSG           |
| 2008-     | Rodolphe Alexandre     | Divers gauche |

## Personatges il·lustres
- Antoine Karam
- Georges Othily
- Léon Gontran Damas
- Claude Dambury